# Kemchugia magna
Kemchugia magna és una espècie extinta de mamífer eutriconodont de la família dels amfilèstids que visqué a Àsia durant el Cretaci inferior, fa entre 113 i 129,4 milions d'anys. Se n'han trobat restes fòssils al krai de Krasnoiarsk (Rússia). Es tracta de l'única espècie del gènere Kemchugia. Abans de ser descrit formalment, en un primer moment fou classificat entre els morganucodòntids. El nom genèric Kemchugia es refereix al riu Kémtxug, que discorre prop del jaciment on fou trobat, mentre que el nom específic magna significa 'gran' en llatí.